# Pressió
|  | Per a altres significats, vegeu «Pressió (desambiguació)». |

La pressió (símbol {\displaystyle P} o {\displaystyle p}) és la magnitud física escalar que mesura la força instantània en una unitat de superfície, aplicada en direcció perpendicular a aquesta. En notació matemàtica:
{\displaystyle P={\frac {F}{S}}\ {\mbox{ o bé }}\ P={\frac {dF_{n}}{dS}}}

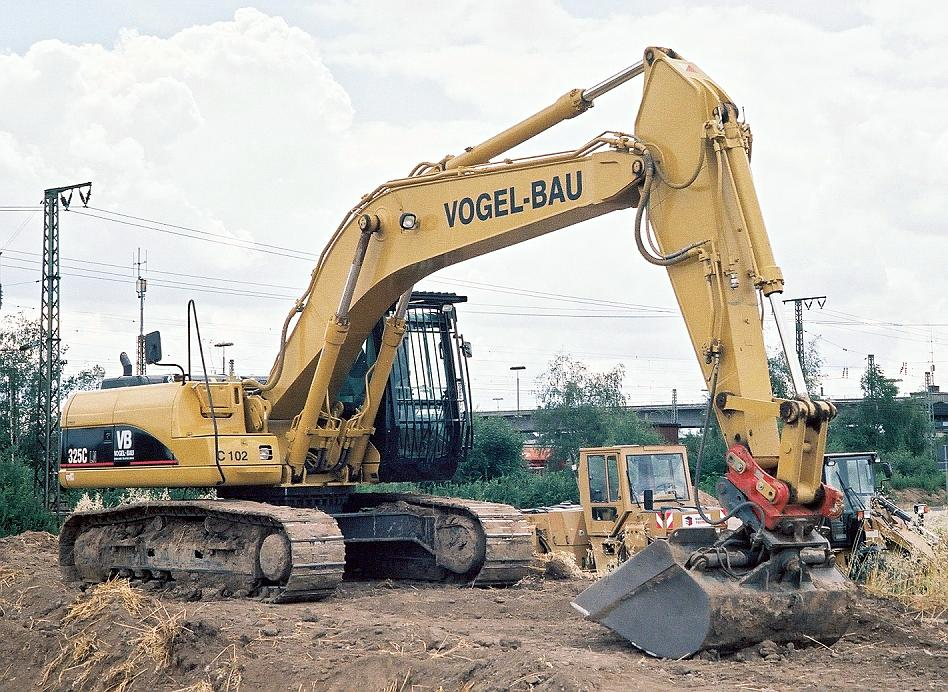
Màquina excavadora amb erugues en el sistema de tracció per evitar enfonsaments.

Els objectes acabats en punta tenen una superfície molt petita i donen lloc a pressions molt elevades per a una força qualsevulla. És el cas de les agulles, els claus, les puntes de les sagetes, les bales... que s'empren per penetrar superfícies. Per contra, els objectes amb grans superfícies donen pressions molt baixes que no permeten penetrar l'objecte dins d'un altre. Per exemple el cas dels esquís que eviten enfonsar-se dins de la neu, de la sabates dels edificis que eviten l'enfonsament dins del terreny, erugues dels vehicles pesants, etc.
La seva unitat en el Sistema Internacional (SI) és el pascal, que equival a una força d'un newton que actua uniformement sobre un metre quadrat. D'altres unitats utilitzades són, per exemple, el mil·límetre de mercuri (mmHg), el bar (bar) i l'atmosfera (atm).
La pressió es pot expressar en termes de pressió absoluta o de pressió relativa (també anomenada pressió normal, pressió manomètrica o pressió de gauge); la pressió absoluta és la suma de la pressió relativa i la pressió atmosfèrica. La pressió atmosfèrica estàndard a la Terra és d'uns cent mil pascals.

## Unitats

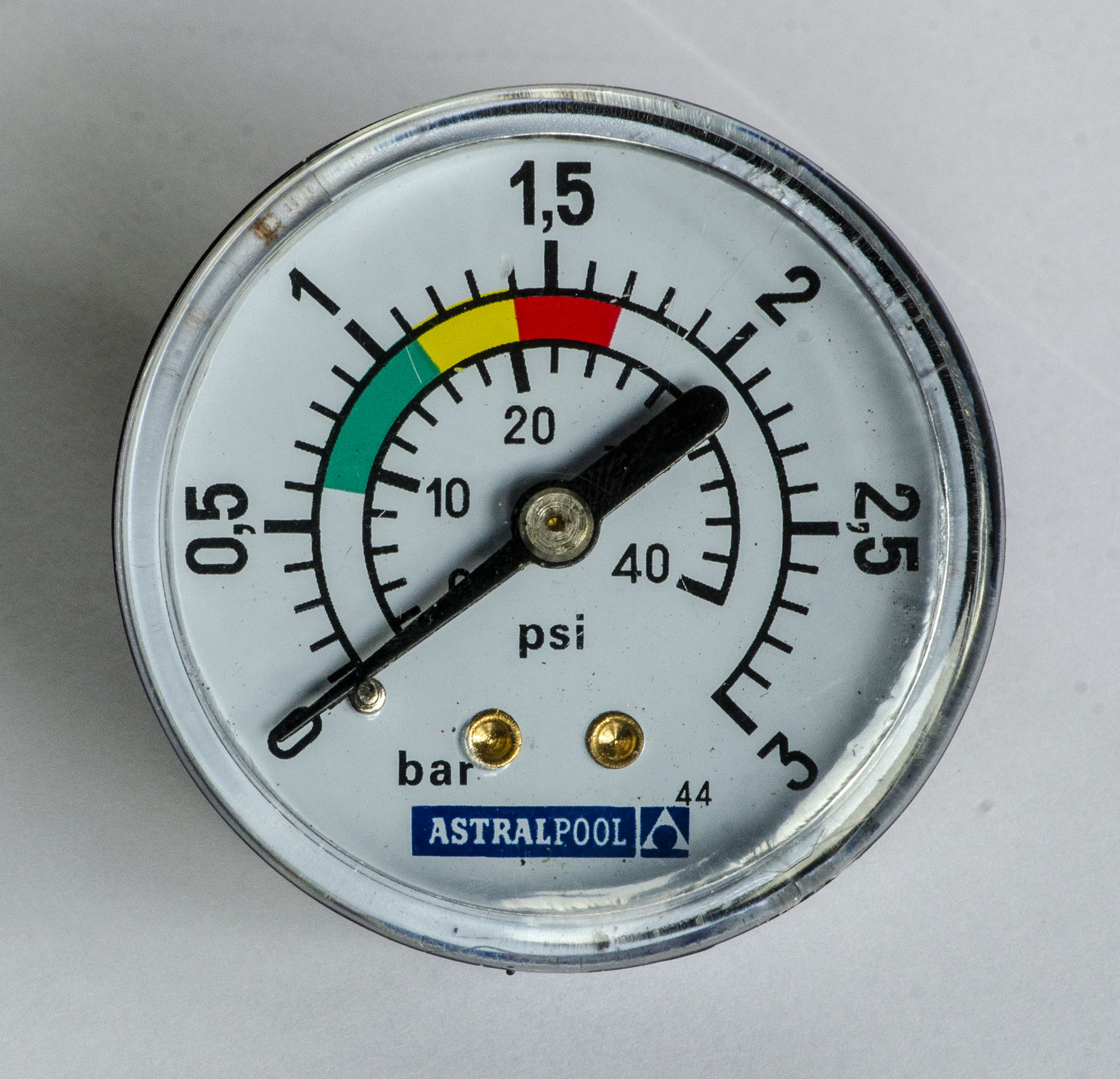
Manòmetre amb escala de bar i psi.

La unitat del SI per a la pressió és el pascal (Pa), que és igual a un newton per metre quadrat (N/m² o kg·m·s-2·m-2). Aquest nom li fou donat l'any 1971 en honor del científic Blaise Pascal (1623-1662); abans d'això, la pressió en el SI s'expressava simplement com N/m². A meteorologia s'empra l'hectopascal (hPa) per parlar de pressió de l'aire atmosfèric; l'hectopascal és equivalent al mil·libar (mbar), unitat molt popular antigament.
Algunes unitats de pressió que no són del Sistema Internacional —com el mil·límetre de mercuri, el bar, l'atmosfera, el psi o l'atmosfera tècnica— encara són utilitzades en certs llocs, com per exemple als Estats Units.
La densitat de força f (= ∂F/∂V) és igual al gradient de la pressió: {\displaystyle \mathbf {f} =\nabla \mathbf {P} }; si fa referència a la força gravitacional, la densitat de la força és el pes específic.
|                   | Pa       | bar             | atm             | torr = mmHg     | psi             |
| ----------------- | -------- | --------------- | --------------- | --------------- | --------------- |
| 1 Pa (N/m²) =     | 1        | 10–5            | 9,869 23 × 10–6 | 7,500 62 × 10–3 | 1,450 38 × 10–4 |
| 1 bar =           | 100 000  | 1               | 0,986 923       | 750,062         | 14,5038         |
| 1 atm =           | 101 325  | 1,013 25        | 1               | 760             | 14,6959         |
| 1 torr (1 mmHg) = | 133,322  | 0,001 33        | 1,315 79 × 10–3 | 1               | 1,933 68 × 10–2 |
| 1 psi             | 6 894,76 | 6,894 76 × 10–2 | 6,804 60 × 10–2 | 51,714 94       | 1               |

## Pressió hidroestàtica

La pressió hidroestàtica {\displaystyle P_{h}} és la força que, per unitat de superfície, exerceix una columna de fluid d’una determinada altura h. Si hom designa amb ρ la densitat del fluid i amb g l'acceleració de la gravetat, la pressió P a què és sotmesa la unitat de superfície és:
{\displaystyle P_{h}=\rho gh}

La pressió hidroestàtica és deguda a l'atracció gravitatòria de les molècules del fluid per la gran massa de la Terra. Aquesta força fa que les molècules amb la profunditat estiguin més properes.

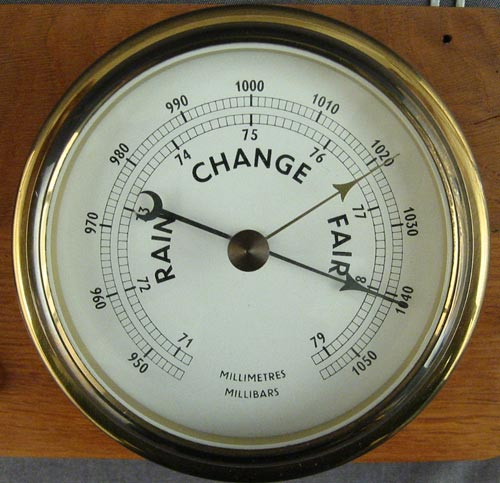
La pressió atmosfèrica es mesura amb aparells anomenats baròmetres.

### Pressió atmosfèrica
La pressió atmosfèrica és la pressió que exerceix l'atmosfera terrestre sobre els cossos que s’hi troben immergits. Quan al nivell de la mar i a la temperatura de 15 °C la pressió atmosfèrica és igual a la que exerceix una columna de mercuri de 760 mm d’altura (1 013 hPa), és anomenada pressió normal. El valor de la pressió atmosfèrica pot variar molt d’un lloc a l’altre, i és alterat per l’altura i pel pas de pertorbacions atmosfèriques. En meteorologia, la pressió atmosfèrica es mesura en hPa.
La pressió atmosfèrica és una pressió hidroestàtica deguda a l'atracció gravitatòria de les molècules de nitrogen, d'oxigen i d'altres gasos que formen l'aire, per la gran massa de la Terra. Aquesta força fa que aquestes molècules s'acumulin prop de la superfície de la Terra. Pot ser calculada també a partir d’aquesta expressió, però cal tenir en compte la variació que sofreixen la densitat de l’aire i l’acceleració de la gravetat amb l’altura.

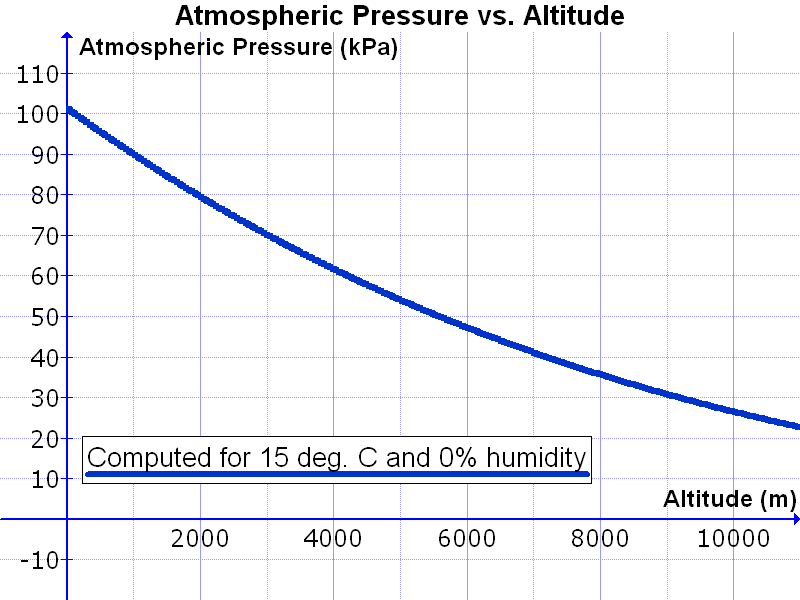
Variació de la pressió atmosfèrica amb l'altitud. La corba compleix l'equació baromètrica.

La pressió atmosfèrica disminueix amb l'altitud pel fet que la massa d'aire també ho fa. És per la mateixa raó que la pressió hidroestàtica augmenta amb la profunditat, ja que la massa d'aigua que hi ha damunt el punt també augmenta. S'ha determinat que la pressió atmosfèrica varia amb l'altura segons l'equació baromètrica:
{\displaystyle P_{z}={\frac {P_{0}}{e^{\tfrac {z}{H}}}}}on:
- {\displaystyle z} és l'altitud.

- {\displaystyle P_{z}} és la pressió atmosfèrica a l'altitud {\displaystyle z}.
- {\displaystyle P_{0}} és la pressió atmosfèrica estàndard a nivell de la mar, 101 325 Pa.
- {\displaystyle H=29,55T}, on {\displaystyle T} és la temperatura mitjana, en kèlvins, entre el valor a la superfície de la Terra i l'altitud {\displaystyle z}.

## Pressió dinàmica

El tub de Pitot mesura la pressió dinàmica i s'empra als avions per determinar la seva velocitat.

La pressió dinàmica és la pressió que exerceix un fluid en moviment sobre les parets dels conductes degut exclusivament a la velocitat que duu {\displaystyle v}. Depèn de la densitat del fluid {\displaystyle \rho } i és igual a l'energia cinètica {\textstyle {\tfrac {1}{2}}mv^{2}} per unitat de volum {\displaystyle V}. L'expressió matemàtica és:
{\displaystyle P_{d}={\tfrac {1}{2}}\rho v^{2}}
La pressió dinàmica és deguda als xocs de les molècules del fluid a causa de la velocitat del flux de fluid.

### Pressió arterial
La pressió arterial és la pressió hidrodinàmica (pressió estàtica més pressió dinàmica) de la sang que circula dins les artèries; depèn de l’energia contràctil del cor, de l’elasticitat de les parets arterials, de les resistències perifèriques i del volum i de la viscositat sanguinis.
La pressió arterial no és constant, sinó que fluctua entre dos valors: és màxima en el moment de la sístole del ventricle esquerre i mínima a la diàstole ventricular. Les xifres de la pressió arterial són molt variables segons l’edat, el sexe, la constitució, etc. Hom considera com a normals els valors de 105 a 145 mmHg per a la pressió màxima o sistòlica i de 60 a 90 mmHg per a la mínima o diastòlica. Les xifres superiors o inferiors a aquestes poden ésser considerades com a anormals, i aleshores hom parla d'hipertensió o d'hipotensió, respectivament.

## Pressió geoestàtica
La pressió geoestàtica és la pressió a què es troba un punt del subsol, deguda exclusivament al pes de les roques i dels fluids que s'hi troben per damunt.

## La pressió dels gasos

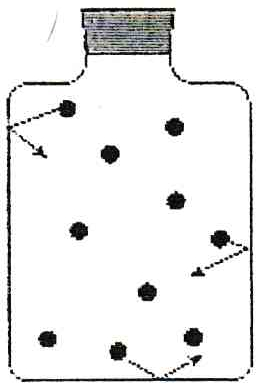
Xocs de les partícules d'un gas contra les parets del recipient.

La pressió és un concepte macroscòpic però té una explicació microscòpica. Segons la teoria cinètica molecular, els gasos estan constituïts per partícules (àtoms o molècules) que es mouen en totes direccions i amb un cert ventall de velocitats elevades. En la formulació més elemental, aquestes partícules són puntuals (no ocupen volum), estan molt separades les unes de les altres i no interaccionen (no hi ha forces d'atracció o repulsió entre elles). Com que les partícules tenen massa i duen velocitat tenen energia cinètica ({\displaystyle {\tfrac {1}{2}}mv^{2}}) i també moment lineal o quantitat de moviment ({\displaystyle {\vec {p}}=m{\vec {v}}}). Les partícules, malgrat es mouen per un espai molt buit, xoquen entre elles desviant-se i intercanviant-se quantitat de moviment. Moltes de les partícules xoquen, també, amb les parets del recipient que les conté i reboten com les pilotes de billar quan ho fan contra un costat de la taula. En aquest xoc, la seva quantitat de moviment canvia de sentit i la paret rep una certa quantitat de moviment, degut al principi de conservació de la quantitat de moviment. Per la 2a llei de Newton la variació de la quantitat de moviment dona lloc a una força:
{\displaystyle {\vec {F}}={d(m{\vec {v}}) \over dt}}
És aquesta força la que origina la pressió que hom detecta macroscòpicament en els gasos. La pressió dels gasos augmenta en augmentar la temperatura (llei de Gay-Lussac) o en disminuir el volum (llei de Boyle-Mariotte). És una magnitud de l'equació d'estat dels gasos ideals:
{\displaystyle PV=nRT}on:
- {\displaystyle V} és el volum del gas,
- {\displaystyle n} és la quantitat de substància,
- {\displaystyle R} la constant dels gasos, i
- {\displaystyle T} la temperatura absoluta.

### Pressió parcial

Llei de Dalton de les pressions parcials.

En una mescla de gasos, la pressió parcial és aquella que exerceix cadascun dels components. En una mescla de gasos perfectes, cada component exerceix la pressió que li correspondria si ocupés ell sol tot el volum que conté la mescla gasosa. La suma de totes les pressions parcials {\displaystyle p_{i}} d'una mescla de gasos és igual a la pressió total {\displaystyle P} de la mescla (llei de Dalton):
{\displaystyle P=\sum _{i=1}^{N}p_{i}}

### Pressió de vapor

Explicació microscòpica de la pressió de vapor.

La pressió de vapor és la pressió exercida pel vapor saturat d'una substància líquida o, menys habitualment, sòlida. Segons la teoria cinètica molecular, les partícules d'un líquid es mouen en totes direccions xocant les unes amb les altres i contra les parets del recipient que conté el líquid. A la superfície del líquid no hi ha cap paret sòlida que aturi aquestes molècules i, les més ràpides, duen energia cinètica suficient per deslligar-se de les forces d'atracció de la resta i passar al vapor. Altres, del vapor, poden retornar al líquid si la seva trajectòria les duu capa la interfície de separació. D'aquesta manera dins d'un recipient tancat s'arriba a un equilibri dinàmic on el nombre de partícules que surten del líquid és igual al nombre de les que entren. En aquest moment la pressió que exerceixen les partícules del vapor és el que s'anomena pressió de vapor.
La pressió de vapor és característica de cada substància i augmenta amb la temperatura. És una mesura de la capacitat de vaporització de la substància. La pressió de vapor de l'aigua és d'uns 4,58 mmHg a 0 °C i d'1 atm a 100 °C.

### Pressió crítica
La pressió crítica és la pressió que correspon al punt crític d'una determinada substància. És la pressió necessària perquè un gas pugui liquar a la seva temperatura crítica.

## Pressió osmòtica
La pressió osmòtica, simbolitzada {\displaystyle \Pi }, és la diferència de pressions que hi ha entre els dos costats d'una membrana semipermeable que separa dues dissolucions de concentracions diferents quan el sistema assoleix l'equilibri.
Quan una dissolució es posa en contacte amb el dissolvent a través d'una membrana semipermeable, membrana que només deixa passar les molècules de dissolvent, però no pas les dels soluts, les molècules de dissolvent es difonen cap a la dissolució, aquest fenomen s'anomena osmosi. La paraula «osmosi» deriva del grec ώσμóς, 'impuls'.
Per a dissolucions diluïdes i situacions d'equilibri es compleix l'equació de Van 't Hoff:
{\displaystyle \Pi =cRT}on:
- {\displaystyle \Pi } és la pressió osmòtica, en atmosferes (atm).
- {\displaystyle R} és la constant dels gasos, 0,082 atm·l/K·mol o 8,314 J/K·mol
- {\displaystyle T} és la temperatura absoluta en kèlvins (K).
- {\displaystyle c} és la concentració en quantitat de substància (mol/l) de la dissolució.

## Pressió de radiació

La pressió de radiació és la pressió que exerceix la radiació electromagnètica en la superfície sobre la qual incideix. És provocada pel fet que la radiació electromagnètica, a més d'energia, té moment lineal, que és absorbit o reflectit per la superfície.
En el cas d’una ona electromagnètica plana que incideix normalment sobre una superfície perfectament absorbent, la pressió P és donada per la fórmula:
{\displaystyle P={\frac {I}{c}}}
on {\displaystyle I} és la intensitat de l'ona (energia dividida per unitat de temps i àrea) i {\displaystyle c} la velocitat de la llum. La pressió de radiació és molt petita, però és capaç de produir efectes sensibles sobre partícules molt petites, la massa inercial de les quals sigui també molt petita. D’aquesta manera, per exemple, la radiació solar exerceix una força sobre les petites partícules sòlides anomenades micrometeorits, contraresta l’atracció gravitatòria solar i fa que es vagin allunyant del Sol; contribueix a la formació i a l’orientació de la cua de pols dels cometes, i, finalment, pot pertorbar lleugerament l’òrbita d’alguns satèl·lits artificials.

## Aplicacions

### Frens hidràulics
Els frens hidràulics dels automòbils són una aplicació important del principi de Pascal. La pressió que s'exerceix sobre el pedal del fre es transmet a través de tot el líquid als pistons; aquests, a la vegada, actuen sobre els discs de frenada en cada roda, multiplicant d'aquesta manera la força que exercim amb els peus. Una altra aplicació important són els amortidors hidràulics.

### Compressors i evaporadors per a escalfar o refredar
Als fluids la pressió i la temperatura són proporcionals. Així, si es fa circular un fluid per una canonada, quan passa per un evaporador, de pas més estret a més ample, canvia de pressió més elevada a més baixa i, per tant, la temperatura també baixa, i el fluid es refreda. De la mateixa manera, un fluid (aire, aigua, etc.), en passar amb cabal constant d'un conducte més ample a un de més estret es comprimeix, la pressió es torna més alta i la seva temperatura també. Aquests efectes es fan servir a sistemes de refrigeració i d'escalfament d'aigua per a dutxar-se, d'aire per a climatitzar una habitació, etc.

### Pneumàtics dels automòbils
Els pneumàtics s'inflen a una pressió de 310.263,75 Pa, equivalents a 30 psi (utilitzant el psi com a unitat de pressió relativa a la pressió atmosfèrica). Això es fa perquè les llantes tinguin elasticitat davant forts cops, molt freqüents en la conducció sobre terrenys irregulars o en acceleracions molt grans.